# Международная лингвистическая олимпиада школьников
Международная олимпиада по лингвистике (МОЛ, англ. International Linguistics Olympiad, IOL) — ежегодное соревнование по теоретической, математической и прикладной лингвистике среди школьников.
Олимпиада школьников проводится начиная с 2003 года по инициативе русских лингвистов, имеющих многолетний опыт проведения традиционных олимпиад по математике и лингвистике (см. Московская традиционная олимпиада по лингвистике).

## Участие по странам
Год, в котором в данной стране проводилась олимпиада, выделен затемнением.
| Страна                                                   | 2003 | 2004 | 2005 | 2006 | 2007 | 2008 | 2009 | 2010 | 2011 | 2012 | 2013 | 2014 | 2015 | 2016 | 2017 | 2018 | 2019 | 2021 |
| -------------------------------------------------------- | ---- | ---- | ---- | ---- | ---- | ---- | ---- | ---- | ---- | ---- | ---- | ---- | ---- | ---- | ---- | ---- | ---- | ---- |
| Австралия                                                | —    | —    | —    | —    | —    | —    | +    | +    | +    | +    | +    | +    | +    | +    | +    | +    | +    | +    |
| Бангладеш                                                | —    | —    | —    | —    | —    | —    | —    | —    | —    | —    | —    | —    | +    | +    | —    | —    | +    | —    |
| Болгария                                                 | +    | +    | +    | +    | +    | +    | +    | +    | +    | +    | +    | +    | +    | +    | +    | +    | +    | +    |
| Бразилия                                                 | —    | —    | —    | —    | —    | —    | —    | —    | —    | +    | +    | +    | —    | +    | +    | +    | +    | +    |
| Великобритания                                           | —    | —    | —    | —    | —    | —    | +    | +    | +    | +    | +    | +    | +    | +    | +    | +    | +    | +    |
| Венгрия                                                  | —    | —    | —    | —    | —    | —    | —    | —    | —    | +    | +    | +    | +    | +    | +    | +    | +    | +    |
| Вьетнам                                                  | —    | —    | —    | —    | —    | —    | —    | —    | +    | —    | —    | —    | —    | —    | —    | —    | —    | +    |
| Германия                                                 | —    | —    | —    | —    | —    | +    | +    | +    | —    | +    | —    | —    | —    | —    | —    | +    | +    | +    |
| Гонконг                                                  | —    | —    | —    | —    | —    | —    | —    | —    | —    | —    | —    | —    | —    | —    | —    | —    | +    | +    |
| Греция                                                   | —    | —    | —    | —    | —    | —    | —    | —    | —    | +    | —    | +    | —    | —    | —    | —    | —    | —    |
| Дания                                                    | —    | —    | —    | —    | —    | —    | —    | —    | —    | —    | —    | —    | —    | —    | —    | +    | +    | —    |
| Израиль                                                  | —    | —    | —    | —    | —    | —    | —    | —    | —    | +    | —    | —    | —    | —    | —    | —    | —    | —    |
| Индия                                                    | —    | —    | —    | —    | —    | —    | +    | +    | +    | +    | +    | +    | +    | +    | +    | +    | +    | +    |
| Ирландия                                                 | —    | —    | —    | —    | —    | —    | +    | +    | +    | +    | +    | +    | +    | +    | +    | +    | +    | +    |
| Испания                                                  | —    | —    | —    | —    | +    | —    | —    | —    | —    | —    | —    | +    | +    | +    | +    | —    | —    | —    |
| Казахстан                                                | —    | —    | —    | —    | —    | —    | —    | —    | —    | —    | —    | —    | +    | +    | +    | +    | +    | +    |
| Канада (с 2017 года — 2 команды, англо- и франкоязычная) | —    | —    | —    | —    | —    | —    | —    | —    | +    | +    | +    | +    | +    | +    | +    | +    | +    | +    |
| Китай                                                    | —    | —    | —    | —    | —    | —    | —    | —    | —    | +    | +    | +    | +    | +    | +    | +    | +    | +    |
| Колумбия                                                 | —    | —    | —    | —    | —    | —    | —    | —    | —    | —    | —    | —    | —    | —    | —    | —    | +    | +    |
| Латвия                                                   | +    | +    | +    | +    | +    | +    | +    | +    | +    | +    | +    | +    | +    | +    | +    | +    | +    | +    |
| Литва                                                    | —    | —    | —    | +    | —    | —    | —    | —    | —    | —    | —    | —    | —    | —    | —    | —    | —    | —    |
| Малайзия                                                 | —    | —    | —    | —    | —    | —    | —    | —    | —    | —    | —    | —    | —    | —    | —    | +    | +    | —    |
| Непал                                                    | —    | —    | —    | —    | —    | —    | —    | —    | —    | —    | —    | —    | —    | —    | —    | —    | +    | —    |
| Нидерланды                                               | +    | +    | +    | +    | +    | +    | +    | +    | +    | +    | +    | +    | +    | +    | +    | +    | +    | +    |
| Норвегия                                                 | —    | —    | —    | —    | —    | —    | —    | +    | —    | —    | —    | —    | —    | —    | —    | —    | —    | +    |
| ОАЭ                                                      | —    | —    | —    | —    | —    | —    | —    | —    | +    | —    | —    | —    | —    | —    | —    | —    | —    | —    |
| Остров Мэн                                               | —    | —    | —    | —    | —    | —    | —    | —    | —    | —    | +    | +    | +    | +    | +    | +    | +    | +    |
| Пакистан                                                 | —    | —    | —    | —    | —    | —    | —    | —    | —    | —    | —    | +    | —    | +    | —    | —    | —    | —    |
| Польша                                                   | —    | +    | +    | +    | +    | +    | +    | +    | +    | +    | +    | +    | +    | +    | +    | +    | +    | +    |
| Россия                                                   | +    | +    | +    | +    | +    | +    | +    | +    | +    | +    | +    | +    | +    | +    | +    | +    | +    | +    |
| Румыния                                                  | —    | —    | +    | —    | —    | —    | —    | —    | —    | +    | +    | +    | +    | +    | +    | +    | +    | +    |
| Сербия                                                   | —    | +    | +    | +    | —    | —    | +    | +    | —    | +    | +    | —    | —    | —    | —    | —    | —    | —    |
| Сингапур                                                 | —    | —    | —    | —    | —    | —    | —    | +    | +    | +    | +    | +    | +    | —    | —    | —    | —    | +    |
| Словения                                                 | —    | —    | —    | —    | —    | +    | +    | +    | +    | +    | +    | +    | +    | +    | +    | +    | +    | +    |
| США                                                      | —    | —    | —    | —    | +    | +    | +    | +    | +    | +    | +    | +    | +    | +    | +    | +    | +    | +    |
| Тайвань                                                  | —    | —    | —    | —    | —    | —    | —    | —    | —    | —    | +    | +    | +    | +    | +    | +    | +    | +    |
| Турция                                                   | —    | —    | —    | —    | —    | —    | —    | —    | —    | —    | +    | —    | +    | +    | +    | —    | +    | —    |
| Украина                                                  | —    | —    | —    | —    | —    | —    | —    | —    | —    | —    | —    | +    | +    | +    | +    | +    | +    | +    |
| Финляндия                                                | —    | —    | +    | +    | —    | —    | —    | —    | —    | —    | —    | —    | —    | —    | +    | +    | +    | +    |
| Франция                                                  | —    | —    | —    | —    | —    | —    | —    | —    | —    | —    | —    | —    | +    | —    | —    | —    | —    | +    |
| Чехия                                                    | +    | —    | —    | —    | —    | —    | +    | —    | —    | +    | +    | +    | +    | +    | +    | +    | +    | +    |
| Швеция                                                   | —    | —    | —    | —    | +    | +    | +    | +    | +    | +    | +    | +    | +    | +    | +    | +    | +    | +    |
| Шри-Ланка                                                | —    | —    | —    | —    | —    | —    | —    | —    | —    | —    | —    | —    | —    | +    | —    | —    | —    | —    |
| Эстония                                                  | +    | +    | +    | +    | +    | +    | +    | +    | +    | +    | +    | +    | +    | +    | +    | +    | +    | +    |
| Южная Корея                                              | —    | —    | —    | —    | —    | +    | +    | +    | +    | +    | +    | +    | +    | +    | +    | +    | +    | +    |
| Япония                                                   | —    | —    | —    | —    | —    | —    | —    | —    | —    | +    | +    | +    | +    | +    | +    | +    | +    | +    |

От Польши, России, США, Великобритании, Словении, Южной Кореи, Болгарии, Украины, Тайваня, Швеции, Латвии, Нидерландов, Японии, Острова Мэн, Индии, Венгрии, Германии, Эстонии, Китая и Австралии заявляются по две команды (при этом от России до 2013 года одна из Москвы и одна из Санкт-Петербурга), но в год, когда олимпиада проводится в определённой стране, эта страна имеет право заявить дополнительную команду. Таким образом, в частности, в 2004 году, когда соревнования проводились в Москве, от России была заявлена ещё команда из Тулы; в 2007, при проведении олимпиады в Санкт-Петербурге — две команды из этого города, а в 2003 году проводившая олимпиаду Болгария заявила третью мини-команду из одного человека (в то время как обычное количество участников команды — четыре человека).
Участники из Болгарии, Великобритании, Ирландии, Испании, Нидерландов, Польши, России, Сербии, США, Украины, Швеции, Эстонии отбираются по результатам проводящихся в этих странах олимпиад по лингвистике. Другие отбираются из учащихся каких-либо учебных заведений, либо по результатам нелингвистических олимпиад.

## Соревнования
Соревнование состоит из двух частей — личной и командной.
Личное соревнование проводится первым. В нём каждому участнику предлагается решить пять лингвистических задач и сдать их решения на бумаге. На решение отводится шесть часов. Все задачи переведены на родной язык каждого участника, и поэтому составляются с таким расчётом, чтобы они были одинаково сложны для носителей разных языков и по возможности не захватывали языки, которые какие-либо участники могут знать. Каждая задача впоследствии оценивается определённым числом баллов от 0 до 20 с шагом в одну десятую балла.
Командное соревнование, за исключением первой олимпиады, состоит из решения всего одной сложной и неординарной лингвистической задачи. Сданное решение оценивается жюри по определённой системе, после чего выявляются три (или больше) команды-победителя, получающие награды за соответственно первое, второе и третье место.

## Статистика
| №     | год  | место                                 | даты                | стран | участников | 1  | 2  | 3  | лучшее решение | похвальный отзыв | команд | призов за командную задачу | командных кубков за лучший средний результат на индивидуальном туре | сайт                                                |
| ----- | ---- | ------------------------------------- | ------------------- | ----- | ---------- | -- | -- | -- | -------------- | ---------------- | ------ | -------------------------- | ------------------------------------------------------------------- | --------------------------------------------------- |
| XVIII | 2021 | Вентспилс, Латвия                     | 19 июля – 23 июля   | 34    | 216        | 12 | 19 | 33 | 9              | 40               | 54     | 4                          | 3                                                                   |                                                     |
| XVII  | 2019 | Южная Корея                           | 29 июля — 2 августа | 36    | 209        | 10 | 21 | 29 | 7              | 31               | 53     | 6                          | 3                                                                   |                                                     |
| XVI   | 2018 | Прага, Чехия                          | 26 — 30 июля        | 30    | 192        | 13 | 17 | 30 | 11             | 19               | 49     | 6                          | 3                                                                   |                                                     |
| XVI   | 2017 | Дублин, Ирландия                      | 31 июля — 4 августа | 27    | 172        | 10 | 18 | 22 | 8              | 33               | 43     | 3                          | 1                                                                   |                                                     |
| XIV   | 2016 | Майсур, Индия                         | 25 — 29 июля        | 30    | 167        | 10 | 17 | 26 | 8              | 24               | 43     | 3                          | 3                                                                   |                                                     |
| XIII  | 2015 | Благоевград, Болгария                 | 20 — 24 июля        | 29    | 168        | 7  | 17 | 22 | 7              | 31               | 43     | 4                          | 3                                                                   | Архивная копия от 19 мая 2017 на Wayback Machine    |
| XII   | 2014 | Пекин, Китай                          | 21 — 25 июля        | 28    | 152        | 7  | 13 | 21 | 9              | 28               | 39     | 3                          | 5                                                                   |                                                     |
| XI    | 2013 | Манчестер, Великобритания             | 22 — 26 июля        | 26    | 138        | 7  | 12 | 17 | 7              | 35               | 35     | 3                          | 3                                                                   | Архивная копия от 10 ноября 2013 на Wayback Machine |
| X     | 2012 | Любляна, Словения                     | 29 июля — 4 августа | 26    | 131        | 8  | 13 | 16 | 10             | 24               | 34     | 3                          | 3                                                                   | Архивная копия от 30 июня 2013 на Wayback Machine   |
| IX    | 2011 | Питтсбург, США                        | 25 — 29 июля        | 19    | 102        | 4  | 8  | 13 | 5              | 25               | 27     | 3                          | 3                                                                   | Архивная копия от 30 июня 2013 на Wayback Machine   |
| VIII  | 2010 | Стокгольм, Швеция                     | 19 — 23 июля        | 18    | 99         | 3  | 9  | 15 | 15             | 23               | 26     | 3                          | 3                                                                   |                                                     |
| VII   | 2009 | Вроцлав, Польша                       | 26 — 31 июля        | 17    | 86         | 2  | 9  | 11 | 9              | 20               | 23     | 3                          | 3                                                                   |                                                     |
| VI    | 2008 | Слынчев-Бряг, Болгария                | 4 — 9 августа       | 11    | 63         | 3  | 7  | 10 | 6              | —                | 16     | 4                          | 0                                                                   | Архивная копия от 24 марта 2009 на Wayback Machine  |
| V     | 2007 | Санкт-Петербург (Зеленогорск), Россия | 31 июля — 4 августа | 9     | 61         | 2  | 6  | 4  | 3              | —                | 15     | 4                          | 3                                                                   |                                                     |
| IV    | 2006 | Тарту, Эстония                        | 1 — 6 августа       | 9     | 51         | 3  | 6  | 4  | 6              | 2                | 13     | 3                          | 3                                                                   |                                                     |
| III   | 2005 | Лейден, Нидерланды                    | 8 — 12 августа      | 9     | 50         | 1  | 1  | 4  | 8              | 9                | 13     | 3                          | 3                                                                   | —                                                   |
| II    | 2004 | Москва, Россия                        | 2 — 6 августа       | 7     | 43         | 3  | 4  | 7  | 9              | —                | 12     | 3                          | 3                                                                   |                                                     |
| I     | 2003 | Боровец, Болгария                     | 6 — 12 сентября     | 6     | 33         | 3  | 2  | 2  | 9              | —                | 9      | 3                          | 3                                                                   |                                                     |

## Медалисты МОЛ
| Год  | Место проведения          | Золото | Серебро | Бронза |
| ---- | ------------------------- | --- | --- | --- |
| 2003 | Боровец, Болгария         | Александра Петрова Борис Туровский Эдин Наетович | Мириам Плой Мария Шкапа | Полина Оскольская Иван Добрев |
| 2004 | Москва, Россия            | Иван Добрев Александр Пиперски Ралица Маркова | Мария Мамыкина Тодор Червенков Цветомила Михайлова Тымон Слочински | Александра Забелина Ксения Кузьмина Алексей Назаров Маргус Ниицоо Наталья Харченко Никита Медянкин Софья Оскольская |
| 2005 | Лейден, Нидерланды        | Иван Добрев | Элеонора Глазова | Никита Медянкин Цветомила Михайлова Александр Пиперски Ивайло Гроздев |
| 2006 | Тарту, Эстония            | Мария Холодилова Ивайло Димитров Павел Софрониев | Йордан Механджийски Элеонора Глазова Михаил Минков Даниил Зорин Сергей Малышев Александр Даскалов | Юлия Таран Никита Медянкин Диана Айтай Павел Свёнтковски |
| 2007 | Санкт-Петербург, Россия   | Адам Хестерберг Лукаш Цегела | Кира Киранова Михаил Минков Арсений Ветушко-Калевич Сандер Паюсалу Тееле Вальма Ангел Найденов | Анна Шломина Йордан Механджийски Елизавета Реброва Мария Холодилова |
| 2008 | Солнечный Берег, Болгария | Александр Даскалов Ханьчжи Чжу Милан Абель Лопухаа | Ананд Натараджан Матей Яницки Моррис Эльпер Дмитрий Перевозчиков Лукаш Цегела Андрей Никулин Марцин Филяр | Гай Табачник Чун Кю Ган Радослав Бурны Диана Софрониева Джеффри Лим Кароль Конашиньски Йордан Механджийски Ребекка Джейкобс Татьяна Полевая Георги Рангелов |
| 2009 | Вроцлав, Польша           | Диана Софрониева Лукаш Цегела | Виталий Павленко Андрей Никулин Йордан Механджийски Артур Семенюк Ирене Тамм Лукаш Калиновски Витольд Малецки Ааканкша Сарда Ребекка Джейкобс | Деяна Камбурова Шимон Мусёл Елена Волкова Лаура Адамсон Алан Хуан Бен Каллер Томаш Добжицки Джон Берман Чун Ёп Ли Сергей Бернштейн Хе Чин Рю |
| 2010 | Стокгольм, Швеция         | Вадим Тух Андрей Никулин Бен Склярофф | Мартин Камачо Дэмиен Цзян Тяньи Дарья Васильева Аллен Юань Алексей Пегушев Лукаш Калиновски Кшиштоф Павлак Даниэль Руцки Мацей Дулемба | Мирьям Парве Мирослав Манолов Александр Ирица Алан Чан Виталий Павленко Артур Семенюк Мона Теппор Якоб Парк Диана Глазова Шимон Канонович Роман Стасиньски Эллен Синот Юнус Портеус Ана Павлович Сон Джи Ун |
| 2011 | Питтсбург, США            | Моррис Альпер Эва-Лотта Кеспер Дарья Васильева Алексей Козлов | Уэсли Джонс Аллен Юань Екатерина Малина Антон Соколов Александр Вэйд Виктор Валов Дулигур Ибелинг Пол Лау | Мин Кью Ким Елена Рыкунова Артур Семенюк Хьюн Парк Рок Кауфман Вадим Тух Дэниэл Митропольски Ник Мур Даниэль Руцки Аарон Клейн Димитр Христов Михаил Афанасьев Ральф Ахи |
| 2012 | Любляна, Словения         | Антон Соколов Александр Вэйд Вадим Тух Андерсон Ванг Конрад Мышковски Джонатан Хонгсун Ким Марин Иванов Кристиан Костадинов                                                                       | Даррил Ву Аллан Садун Эва-Лотта Кеспер Том Уайт Даниэль Руцки Аарон Клейн Илья Погодаев Макс Аллмендингер Иван Тадеу Феррейра Антунис Филью Рок Кауфман Сагар Сарда Хонг Бум Чой Джи Вук Ким | Педру Невис Лопис Магдалена Дакева Эрик Андерсен Антс-Оскар Меэсалу Омри Фарагги Анна Саруханова Мелани Дункан Байхуан Ли Анита Муджумдар Йаш Синха Эстер Шейнкман Амелия Шайе Лим Джин Метте-Триин Пурде Эдита Гайдзик Анне Нг Йин-Йи Эрик Тамре |
| 2013 | Манчестер, Великобритания | Александр Вэйд Антон Соколов Матьяш Медек Габриэл Алвис да Силва Динис Михал Хадрищ Ива Гумнишка Эстер Шейнкман                                                                                   | Омри Фарагги Йаш Синха Полина Плешак Кузьма Смирнов Мартина Сиэйба Аарон Клейн Айрика Аррик Боряна Хаджийска Иван Зверев Хюйсу Юн Джеффри Линг Юлия Маркова | Нилай Сарда Веско Милев Марин Иванов Иван Люцканов Якоб Карлссон Лагеррос Том Маккой Мартина Джуд Антс-Оскар Меэсалу Милена Великова Джонг Ён Чой Екатерина Новикова Мацей Кухарски Дэниел Ловстед Максимилиан Шиндлер Джиюн Сунг Сара Тэм Жулинг Ян Байер |
| 2014 | Пекин, Китай              | Милош Мазуркевич-Дубенски Даррил Ву Дэниел Ловстед Элизия Уорнер Анастасия Дмитриева Данила Шумский Дан Мирча Миря                                                                                | Ада Мелентьева Катрин Ву Чэнь Тяньлу Ян Хуань Александр Бабьяк Чжан Мин Лара Ерман Чэнь Жунь Кэйсукэ Ямара Станислав Вилчински Хампус Эрик Дэвид Лэйн Дэвэн Лахоти Сюэ Дайлинь | Аниндья Шарма Елена Чапарова Мацей Коцот Матьяш Медек Раджан Далал Йоджин Джанг Дмитрий Зеленский Анника Клюге Эмма Кристина Йохансен Кевин Мэтью Ли Глеб Николаев Джеймс Александр Блоксэм Джеймс Мэтью Абель Юлия Маркова Шонит Королёва Элишка Фрейбергерова Ян Хэжан Виталий Гусев Глен Е Же Хонг Симона Юсуан Хуанг Мария Аристова |
| 2015 | Благоевград, Болгария     | Джеймс Веджвуд Сэмюэл Ахмед Джеймс Александр Блоксэм Данил Панев Кевин Янг Лиам МакНайт Ада Мелентьева                                                                                            | Кевин Мэттью Ли Инь Минь По Коннор Стюарт-Рой Валентин Димов Даниил Веденеев Станислав Фрейлак Чжиу Ксю Джулин Гау Дан Мирча Миря Катажина Ковальска Ралица Дарджонова Энтони Брейси Иван Олексюк Теодора-Елена Солован Ян Петр Жувань Жань Тина Владимирова                                                             | Балинт Угрин Нилай Сарда Петр Гайджица Здравко Иванов Анастасия Алёхина Пим Шпелер Наоми Соломонс Анна Татаренко Джей-Ёнг Янг Аалок Милинд Сатхе Энтони Брюс Ма Диана Мурзагалиева Люк Гардинер Надежда Димитрова Радина Добрева Эмма МакЛин Ирина Чеснокова Изабель Йен Матия Ловшин Наоки Нисияма Самвида Судхеш Венкатеш Тимур Давилов |
| 2016 | Майсур, Индия             | Чжейон Чжан Джеймс Уэджвуд Лиам МакНайт Макс Чжан Ян Петр Екатерина Волошинова Иван Самоделкин Кристиан Георгиев Сэмюэл Ахмед Полина Наследскова                                                  | Маргарита Мисирпашаева Иоана Бурош Шухен Ниу Йоонас Юрген Кисель Матия Ловшин Тина Владимирова Зофия Бронислава Качмарек Эрик Метц Луо Йимин Кшиштоф Хощик Анна Татаренко Юлия Панченко Михаил Пасков Генри Ву Шэнь-Чан Хуан Мария Аристова Мацей Антони Палига                                                          | Цуеси Кобаяси Елена Шукшина Даниил Веденеев Аалок Сате Уайатт Р. Ривз Бруно Кензо Озаки Ван Рунцзе Давид Авеллан-Хультман Аманда Илон Канн Агнешка Дудек Баи Руйхен Эмиль Ингельстен Клэр О'Коннор Ю Шуйе Зузана Груберова Теодор Куку Ли Хуэйхань Цветелина Стефанова Маззаг Балинт Надежда Димитрова Сие Чжу Мария Степанюк Войцех Анджей Пятек Изобель Элис Войсей Роман Скурихин Хан Йеджу                                                                             |
| 2017 | Дублин, Ирландия          | Сэмюэл Ахмед Пшемыслав Подлесный Лиам МакНайт Руей Хун Алекс Ли Здравко Иванов Симеон Хеллстен Брайан Сяо Елена Кескинова Валентин Димов Теодор Куку                                              | Эндрю Токман Такуми Ёсино Йоонас Юрген Кисель Гарри Тейлор Ян Петр Аня Здовц Элишка Фребергерова Павел Пекаш Тереза Малачова Джозеф Феффер Бен Моррис Чжиян Лей Чи-Лунь Джулиан Лиу Чинмая Каусик Ассель Исмолдаева Даниил Веденеев Юн-Джуй Яо Шимон Столярчук                                                           | Екатерина Волошинова Эмиль Инджев Чираг К. Д Ига Яворска Цзиче Чен Алексей Старченко Ана Мета Долинар Сие Чжу Эмилиан Тома Кан Ешилдере Соня Рейлли Алисия Максимюк Эмиль Ингельстен Татьяна Романова Штефан Рэзван Бэлэукэ Тина Владимирова Матей Костин Бану Юито Ёнэяма Юян Лиу Назар Семкив Алексей Юрка Мартин Николов |
| 2018 | Прага, Чехия              | Пшемыслав Подлесный Лиам МакНайт Свапнил Гарг Виктор Балтин Здравко Иванов Бенджамин ЛаФонд Диего Крул Руджул Ганди Пранав Кришна Алисия Максимюк Бенедикт Рэнделл Шоу Ангикар Госал Эндрю Токман | Якуб Петр Чи-Чун Ван Татьяна Романова Михир Сингал Симеон Хеллстен Ео Цзы Сон Угрин Балинт Йожеф Эмиль Ингельстен Клара Сапала-Недзин Тун-Ле Пан Елена Кескинова Итан А. Чи Апарна Аджит Гупте Жуан Энрике Оливейра Фонтес Рассел Эмерин Ю-Куан Лин Илья Коваль                                                          | Влада Петрусенко Давид Авеллан-Хультман Цветелина Стефанова Брайан Сяо Кен Цзян Е Лиу Эдмунд Леа Гари Рагава Пасад Джеймс Филлипс Яна Шишкина Густаво Палоте да Сильва Мартинс Екатерина Волошинова Элишка Фрейбергерова Шон Уайт Вари Какас-Андор Арвай-Васс Иван Такуми Нисино Анжелика Воеводина Аркадийс Шалдовс Кевин Лян Шинйини Гош Бьянка-Михаела Ганеску Пранава Дар Хансол Пи Мартин Пушкин Георги Йотов Циче Чен Тиаго Шолтен Кристина Вашпанова Данияр Касенов |
| 2019 | Йонъин, Республика Корея  | Кен Цзян Уисли Чжан Такуми Ёсино Здравко Иванов Матей Петков Хаокун Ву Сэм Корнер Симеон Хеллстен Бенедикт Рэнделл Шоу Эндрю Токман                                                               | Диего Крул Жуан Энрике Оливейра Фонтес Циян Лей Тянбци Чжан Елена Кескинова Якуб Петр Натан Ким Денис Коротченко Скайлар Райти Рассел Эмерин Густаво Палоте да Сильва Мартинс Ишан Гангули Гаррисон Мур Цветелина Стефанова Максим Барганов Ци Сон Е Джереми Чжу Пранав Кришна Чжинру Бай Кристиан Терлиен Дэниел Тураев | Татьяна Романова Кёвер Бланка Екатерина Козлова Станислава Хижнякова Чи-Чун Ван Влада Петрусенко Виктор Балтин Матей-Костин Бану Екатерина Кропанина Ангикар Госал Апарна Аджит Гупте Хэнэм О Хант Микит Колк Такуми Осэ Цубаса Такахаси Дана Оспанова Несторс Старостинс Дарья Кривошеева Марко Иванов Килиан Мейсснер Бласкович Акос Рок Тадей Бруншек Чже Жень Уи Алекс Уокер Кристина Вашпанова Ланруо Се Антара Раагхави Бхаттачарья Сеоноо Ким Ю-Суан Ли             |

## Победители командного соревнования
| Номер | Год  | Место                                 | Золото                  | Серебро                  | Бронза                                                    | Лучший суммарный результат на индивидуальном туре |
| ----- | ---- | ------------------------------------- | ----------------------- | ------------------------ | --------------------------------------------------------- | ------------------------------------------------- |
| 1     | 2003 | Боровец, Болгария                     | Нидерланды              | Санкт-Петербург          | Москва                                                    | Нидерланды                                        |
| 2     | 2004 | Москва, Россия                        | Санкт-Петербург         | Латвия                   | Болгария-1                                                | Болгария-1                                        |
| 3     | 2005 | Лейден, Нидерланды                    | Нидерланды              | Москва                   | Санкт-Петербург                                           | Болгария-1                                        |
| 4     | 2006 | Тарту, Эстония                        | Болгария-2              | Нидерланды               | Польша-1                                                  | Болгария-1                                        |
| 5     | 2007 | Санкт-Петербург (Зеленогорск), Россия | США-2 Москва            | Болгария-1 Болгария-2    | Не вручалась                                              | Эстония                                           |
| 6     | 2008 | Солнечный Берег, Болгария             | США-2 Болгария-Восток   | Нидерланды США-1         | Не вручалась                                              | Не вручалась                                      |
| 7     | 2009 | Вроцлав, Польша                       | США-Красная             | Корея-1                  | Москва                                                    | Москва                                            |
| 8     | 2010 | Стокгольм, Швеция                     | Латвия                  | Москва                   | Польша-2                                                  | США-Синяя                                         |
| 9     | 2011 | Питтсбург, США                        | США-Красная             | Санкт-Петербург          | Москва                                                    | США-Красная                                       |
| 10    | 2012 | Любляна, Словения                     | США-2                   | Нидерланды               | Польша-2                                                  | Санкт-Петербург                                   |
| 11    | 2013 | Манчестер, Великобритания             | США-Красная             | Санкт-Петербург          | Болгария-1                                                | США-Красная                                       |
| 12    | 2014 | Пекин, Китай                          | США-Красная             | Россия-1                 | Россия-2                                                  | США-Красная                                       |
| 13    | 2015 | Благоевград, Болгария                 | Великобритания-Западная | США-Красная              | Польша-Белая Нидерланды                                   | США-Красная                                       |
| 14    | 2016 | Майсур, Индия                         | Швеция                  | Австралия-1              | Великобритания                                            | США-Красная                                       |
| 15    | 2017 | Дублин, Ирландия                      | ТайТу                   | Польша Ą                 | Словения                                                  | Великобритания-K                                  |
| 16    | 2018 | Прага, Чехия                          | США-Синяя               | США-Красная Болгария-1   | Бразилия-Pões Великобритания-U Чешская Команда Кривошипов | США-Синяя                                         |
| 17    | 2019 | Йонъин, Республика Корея              | Словения                | Китай-KUN Россия-Стрелка | Польша-Бобр Россия-Белка Малайзия-А                       | США-Красная                                       |
| 18    | 2021 | Вентспилс, Латвия                     | Украина і               | США-Красная              | Индия Saffron Канада Moose                                | Гонконг EAT                                       |